# Valdosaurus
Valdosaurus (лат.) — род травоядных орнитоподовых динозавров из раннего мела Европы. Типовой и единственный вид Valdosaurus canaliculatus назван Peter M. Galton в 1975 году и описан им же совместно с Taquet в 1982 году. Видовое имя образовано от лат. caniculatus — канал, канавка, жёлоб, ссылаясь на глубокую переднюю межмыщелковую канавку бедренной кости динозавра.

## История исследования
Голотип NHMUK R184—185, Pl. 1, представляющий собой ассоциированные правую и левую бедренные кости, обнаружен в слоях формации Wessex, датированных барремом (около 129—125 млн лет назад), остров Уайт, Англия. Первоначально остатки были отнесены к Hypsilophodon foxii. Peter M. Galton в 1975 году отметил сходство костей с бедренной костью Dryosaurus и Dysalotosaurus и выделил новый вид дриозавра — Dryosaurus canaliculatus. Однако спустя 2 года отнёс остатки динозавра к новому роду Valdosaurus. Позже много фрагментарного дополнительного материала с острова Уайт, а также из Нигерии, Испании, Румынии было отнесено к Valdosaurus. Однако большинство этого материала весьма проблематично.
В 1982 году Galton и Taquet на основе левой бедренной кости из апта Нигерии был выделен второй вид динозавра — Valdosaurus nigeriensis. Однако из-за различий в морфологии и геологическом времени существования Galton в 2009 году поместил этот вид в новый род Elrhazosaurus.
В 1998 году Blows упомянул в своём обзоре динозавров мела Европы вид Valdosaurus dextrapoda из формации Wessex острова Уайт. Но существование данного вида не было подтверждено.

## Описание
Первоначальный диагноз Galton и Taquet в 1982 году основывался на дополнительном тазовом материале. Однако Barrett и коллеги исключили данный материал из относимого к Valdosaurus и пересмотрели диагноз динозавра, исходя из первоначального материала — бедренных костей. 
Valdosaurus диагностируется по следующим комбинациям признаков бедренной кости: проксимальный конец переднего вертела находится на уровне или немного вентральней проксимального конца большого вертела; с медиальной и передней стороны передний вертел отделён от большого глубокой щелью; место прикрепления длинной каудобедренной мышцы простирается до основания четвёртого вертела; U-образная передняя межмыщелковая канавка глубоко вырезана и имеет близкие параллельные стороны. Имеются также некоторые признаки, которые могут оказаться диагностическими для дриозавридов, но основываются на дополнительном материале: открытая ямка запирателя на лобковой кости; с латеральной стороны тело седалищной кости прямое.

## Филогения
Для оценки филогенетического положения Valdosaurus была использована модифицированная матрица признаков из исследования McDonald и коллег 2010 года. В матрицу было добавлено 6 новых признаков для Valdosaurus и изменено состояние одного. Итоговая матрица содержала 137 признаков для 62 таксонов. Монофилия дриозавридов поддерживается наличием расположенного проксимально четвёртого вертела бедренной кости и место прикрепления длинной каудобедренной мышцы широко отделено от четвёртого вертела и ограничено медиальной поверхностью тела бедренной кости. Внутри дриозавридов Dysalotosaurus, Valdosaurus и Elrhazosaurus образуют кладу за счёт сходства в морфологии проксимальных плюсневых костей, а Valdosaurus и Elrhazosaurus образуют кладу за счёт сходной морфологии дистальной межмыщелковой канавки.
Сестринские отношения между Valdosaurus canaliculatus и Elrhazosaurus nigeriensis согласуются с первоначальным отнесением Galton и Taquet в 1982 году вида Elrhazosaurus nigeriensis к роду Valdosaurus, однако Barrett и коллеги поддерживают на данный момент родовые отличия на основе небольших анатомических различий и значительной разницы в стратиграфической датировке и географическом расположении согласно исследованию Galton 2009 года.
Для выяснения филогенетического положения нового дриозаврида Eousdryosaurus был проведён анализ на основе матрицы данных из работы Barrett и коллег 2011 года. Полученное дерево соответствует топологии дерева, полученного в исследовании Barrett и коллег. Dysalotosaurus, Valdosaurus и Elrhazosaurus составляют продвинутую кладу в семействе дриозаврид.
Кладограмма на основе исследования Фернандо Эсказо и коллег 2014 года:
|  | Dysalotosaurus                                                |
|  |                                                               |
|  | \| \| Valdosaurus \| \| \| \| \| \| Elrhazosaurus \| \| \| \| |
|  |                                                               |
|  | Valdosaurus                                                   |
|  |                                                               |
|  | Elrhazosaurus                                                 |
|  |                                                               |

|  | Valdosaurus   |
|  |               |
|  | Elrhazosaurus |
|  |               |

|  | Dysalotosaurus                                                |
|  |                                                               |
|  | \| \| Valdosaurus \| \| \| \| \| \| Elrhazosaurus \| \| \| \| |
|  |                                                               |
|  | Valdosaurus                                                   |
|  |                                                               |
|  | Elrhazosaurus                                                 |
|  |                                                               |

|  | Valdosaurus   |
|  |               |
|  | Elrhazosaurus |
|  |               |

|  | Dysalotosaurus                                                |
|  |                                                               |
|  | \| \| Valdosaurus \| \| \| \| \| \| Elrhazosaurus \| \| \| \| |
|  |                                                               |
|  | Valdosaurus                                                   |
|  |                                                               |
|  | Elrhazosaurus                                                 |
|  |                                                               |

|  | Valdosaurus   |
|  |               |
|  | Elrhazosaurus |
|  |               |

|  | Dysalotosaurus                                                |
|  |                                                               |
|  | \| \| Valdosaurus \| \| \| \| \| \| Elrhazosaurus \| \| \| \| |
|  |                                                               |
|  | Valdosaurus                                                   |
|  |                                                               |
|  | Elrhazosaurus                                                 |
|  |                                                               |

|  | Valdosaurus   |
|  |               |
|  | Elrhazosaurus |
|  |               |